# Черняхів (Обухівський район)
Черняхі́в — село в Україні, в Обухівському районі Київської області. Населення становить 1319 осіб. На честь села названа Черняхівська культура.

## Археологія
Біля Черняхова знайдено могильник племен Черняхівської культури, що її відносять до змішаного слов'янсько-готського етносу.
Матеріали могильника стали основою для виділення черняхівської культури. Ранньослов'янський могильник II—V сторіччя відкрив і дослідив 1890 Вікентій Хвойка (253 поховання), 1959—62 досліджував Е.Симонович.
Пізніше тут виявлено два поселення цього ж часу та знайдено римські монети.
Тут досліджено також поселення трипільської культури та кочівницький курган. Також пам'ятка культури середньодіпровської шнурової кераміки.

### Черняхівська культура
Таке явище, як «черняхівська культура», — це археологічна культура, що існувала з кінця II до VII ст. н. е. на значній території Південного Полісся, Північного Причорномор'я, Подунав'я, Придністров'я, Сумщини й Курщини. Вважається, що це була поліетнічна культура (нащадки скіфів, сарматів, дакофракійців), позначена римськими впливами, але провідна роль у ній належала східним слов'янам. Представники черняхівської культури густо заселяли й сучасний український лісостеп, їхні селища були добре сплановані, житла утворювали вулицю або декілька вулиць. Кожен двір складався, як правило, з кількакімнатного житла з піччю й господарських будівель (ями-погреба, комори, хліва для худоби, курники тощо). Житлові приміщення були наземними (глинобитні на дерев'яному каркасі мазанки) або напівземлянками й землянками, вкритими соломою чи очеретом. Долівка була також глиняною.
Основним заняттям лісостепових черняхівських племен було орне хліборобство. Землю обробляли плугами. Сіяли пшеницю, ячмінь, просо й гречку, рідше — жито, овес, горох, коноплі. Урожай збирали серпами, зерно мололи жорнами, рідше в примітивних млинах. Розводили велику й дрібну рогату худобу, свиней, коней, домашню птицю, для охорони яких тримали собак. Допоміжну роль у господарстві відігравали мисливство, бджільництво, рибальство. Значних успіхів прадавні слов'яни досягли в металургії, виплавці й обробці сталі, ковальстві, у виготовленні прикрас із кольорових металів, у деревообробному ремеслі та обробці каменю й кості, у ткацтві, гончарстві. Саме в цей час поширився гончарний круг. Були також і гути. Проте майстерні належали переважно римським ремісникам.
Високий рівень господарювання й дальший розвиток ремесла сприяли пожвавленню торговельних зв'язків лісостепового населення з Північним Причорномор'ям, римськими провінціями та Італією. [Архівовано 12 березня 2018 у Wayback Machine.] Про це свідчать знахідки окремих монет і цілих скарбів римських грошей.
Особливо інтенсивно торгували черняхівці з колишніми чорноморськими грецькими колоніями — містами-державами Ольвією, Херсонесом, Боспором, які в той час потрапили в залежність від Римської імперії.
Розвиток економічних і соціальних відносин, контакти з середземноморськими державами сприяли появі в черняхівських племен зачатків наукових знань у галузі природничих та технічних наук. Деякі металеві знаряддя черняхівської епохи дослідники вважають хірургічними інструментами.
Черняхівці створили свій оригінальний хліборобський календар, розшифрований Б. Рибаковим. Зображення такого календаря на ритуальному глиняному посуді знайдено на південній Волині та Київщині. Це своєрідна орнаментальна стрічка на вінчику глиняної чаші, яку використовували для новорічного ворожіння. Стрічка поділена на 12 секцій — місяців року. У кожній секції зображено найхарактерніші для певного місяця явища природи (наприклад, дощі), язичницькі свята або сільськогосподарські роботи (осіння й весняна оранка, жнива). Ще в черняхівську епоху склалася та фольклорна традиція, що пізніше постала в давньоруських літописах, билинах, переказах, народних історичних піснях та думах. Існує цілком правдоподібне припущення, що серед черняхівського населення почала поширюватися писемність.
Слов'яни-черняхівці були язичниками. Вони вірили в потойбічне життя як продовження земного, обожнювали сили природи й поклонялися поганським богам, справляли чимало хліборобських обрядів, вдавалися до ворожіння й заклинань для одержання щедрого врожаю. Є певні підстави вважати, що до черняхівських слов'ян проникало й християнство, хоч значного поширення воно не набуло.

## Історія
Метричні книги, клірові відомості, сповідні розписи церкви св. Димитрія с. Черняхів XVIII ст. - Київської сот. і п., з 1781 р. Київського пов. і нам., з 1797 р. Київського пов. і губ.; ХІХ ст. - Черняхівської волості Київського пов. Київської губ. зберігаються в ЦДІАК України.

## Особистості
В селі народились:
- Василь Павлович Комісаренко — український ендокринолог та патофізіолог, академік АМН України.
- Кагарлицький Микола Феодосійович — український письменник, мистецтвознавець, перекладач.
- Повстанський отаман Завзятий — Пономаренко Йосип. Військовий діяч; сотник Черняхівського куреня, Дніпровської повстанської дивізії, сотник і курінний Черняхівського куреня 2-ї Київської повстанської селянської дивізії (1919), повстанський отаман (1920).
- Чухрай Валерій Вікторович (1973—2014) — солдат Збройних сил України, учасник російсько-української війни.